# Joseph Barthélemy
Pour les articles homonymes, voir Barthélemy.
Joseph Barthélemy, né le 9 juillet 1874 à Toulouse et mort le 14 mai 1945 à Auch, est un juriste, un éditorialiste, un académicien et un homme politique français de droite, ministre de la Justice sous le régime de Vichy.

## Biographie

### Jeunesse et études
Joseph Barthélemy naît en 1874. Il est le fils d'Aimé Barthélemy, professeur d'université et ancien maire radical de Toulouse. Son grand-père paternel avait été enseignant au collège royal de Dijon.
Il a six frères et sœurs. La famille est aisée, mais la mort prématurée de son père conduit le jeune Joseph à demander une bourse pour poursuivre ses études.
Il suit ses études au lycée de Toulouse, puis à la faculté de droit de l'université de Toulouse. Il y obtient une licence de droit, et étudie sous la férule de Maurice Hauriou, qui l'incite à se présenter au concours de l'agrégation de droit.
Barthélemy reçoit un doctorat en droit en 1900 pour une thèse intitulée « Essai d'une théorie des droits subjectifs des administrés dans le droit administratif français ». Il enseigne dans diverses facultés, puis est reçu à l'agrégation en 1906.

### Parcours professoral
Il est enseignant à la faculté de droit de Lille, puis à celle d'Aix-Marseille. Il est parallèlement avocat inscrit au barreau de Paris.
Il devient ensuite professeur de rang magistral à la faculté de Montpellier. Puis, à partir de 1914, il occupe la chaire de droit constitutionnel à la faculté de droit de l'université de Paris, où il succède à Nikólaos Polítis. Il est parallèlement recruté comme professeur d'histoire parlementaire et législative à l'École libre des sciences politiques. Il succède à Adhémar Esmein à ce poste, à la demande de ce dernier, et sous le parrainage de Charles Lyon-Caen. Il enseigne dans cette école de 1913 jusqu'à la Seconde Guerre mondiale. Il quitte Sciences Po en 1941, lorsqu'il est nommé ministre de la Justice.
De 1904 à 1920, il publie de nombreux textes réclamant une amélioration de la Troisième République, par l'octroi du droit de vote aux femmes, et par un rééquilibrage des pouvoirs en faveur du président de la République, sans pour autant changer la nature parlementaire du régime.

### Parcours professionnel
Il entre en politique en 1919, quand il devient député du Gers, membre du Parti républicain de réorganisation nationale et de l'Alliance démocratique (droite modérée), apparenté au groupe parlementaire de l'Action républicaine et sociale, qu'il préside. Joseph Barthélemy défend comme député les idées qu'il avait développées pendant les années précédentes. En 1922, il défend avec son collègue de groupe Paul Reynaud une politique moins dure vis-à-vis de l'Allemagne. Il est le délégué de la France aux troisième et quatrième assemblées de la Société des Nations à Genève en 1922 et 1923. Réélu en 1924, il perd son siège en 1928, après le rétablissement du scrutin majoritaire d'arrondissement. Il échoue à le retrouver en 1936, après avoir tenté en vain de se faire élire député de Paris lors d'une élection partielle en 1931, puis lors des élections générales de 1932.
En 1932, il retourne à ses activités d'enseignant et devient un éditorialiste important au quotidien libéral Le Temps. Il se sert notamment de la vitrine que lui offre le journal pour asseoir sa position au sein des sphères libérales de l'époque. Membre du conseil d'administration et chroniqueur régulier, ses tribunes portent la marque de ses évolutions idéologiques - du libéralisme total vers des options plus autoritaires - au cours de la décennie 1930.
Il continue de défendre ses idées sur la réforme institutionnelle, et propose également de retirer aux parlementaires l'initiative en matière budgétaire. Il veille toujours à ne défendre que des projets restant dans l'esprit des lois constitutionnelles de 1875. Il est élu membre de l'Académie des sciences morales et politiques en 1927.

### Un tournant réactionnaire (1936-1940)
Partisan du libéralisme économique depuis sa jeunesse, il critique vivement les tentatives d'interventions de l'État dans l'économie. Jusqu'au milieu des années 1930, cette position est pour lui le complément nécessaire du libéralisme politique. Mais, à partir de 1936-37, la défense de l'ordre et des libertés économiques lui apparaît de plus en plus contradictoire avec la démocratie telle qu'elle fonctionne à l'époque.Tout en refusant les totalitarismes, trop peu respectueux des droits de l'individu, Barthélemy penche de plus en plus vers une solution autoritaire. Méconnaissant les transformations sociales de l'entre-deux-guerres, il « se lamente sur un passé rêvé et idéalisé » selon l'auteur Gilles Martinez, ce qui le conduit à défendre des positions franchement réactionnaires.
En février 1936, il critique le Front populaire, avant son accession au pouvoir, dénonçant ses partisans comme des « adeptes du désordre social ». Il critique vivement sa politique interventionniste, notamment la semaine de 40 heures et l'Office national interprofessionnel du blé. Il voit dans la politique ainsi menée un décalque de l'expérience soviétique (La Revue de Paris, août 1936) et craint une insurrection révolutionnaire. Face à la guerre d'Espagne, il s'oppose fermement à tout soutien de la France au gouvernement républicain, opposant légalité et légitimité. Il va jusqu'à comparer les insurgés franquistes aux Américains révoltés contre l'Angleterre, en 1776, et dénie aux socialistes ou, a fortiori, aux communistes, tout droit à gouverner légitimement, même s'ils obtiennent l'appui d'une majorité des suffrages exprimés lors d'élections libres, comme ce fut le cas en France et en Espagne. Au printemps de 1938, il justifie juridiquement la cession des Sudètes à l'Allemagne nazie.
Professeur à la Faculté de droit de Paris et à l'École libre des sciences politiques, il apparaît en 1939, selon Michèle Cointet, comme « le grand constitutionnaliste de la période, très écouté dans plusieurs pays européens ».
Malgré cette position prestigieuse, il est possible toutefois de nuancer l'influence des positions réactionnaires de Joseph Barthélemy sur les sphères libérales de l'époque. L'historiographie récente a par exemple démontré que Barthélemy n'était pas le seul responsable du tournant réactionnaire pris par le prestigieux journal Le Temps dans la seconde moitié des années 1930. Même si le juriste était un rédacteur important au sein du quotidien libéral, ses positions réactionnaires étaient en fait déjà assez diffuses au sein des libéraux (comme chez André Tardieu) et il est loin d'avoir été le plus radical de son époque.

### Ministre à Vichy (1941-1943)
Rallié au régime de Vichy du Maréchal Pétain dès le mois d'août 1940, il est ministre de la Justice du 27 janvier 1941 au 26 mars 1943. Il a été appelé à son poste par Pierre-Étienne Flandin, le nouveau chef du gouvernement qui souhaite s'entourer d'un type d'homme politique plus « pragmatique » et « libéral », « intéressé par la réforme de l'État ».
Très favorable à Pétain, Joseph Barthélemy le soutient jusqu'au bout. Ni le durcissement du régime, en 1941-1942, ni le retour de Pierre Laval comme chef de gouvernement, en avril 1942 — qui n'aime guère son ministre de la Justice et s'emploie à le marginaliser —, ne le font changer d'avis. Comme membre du gouvernement, il réaffirme son hostilité aux lois votées par le Front populaire et son souhait d'une forte natalité, jugée nécessaire face à l'Allemagne.
Juriste, il est l'un des principaux rédacteurs du projet de constitution de 1941, et défend le texte en arguant que « la liberté n'est pas la fondation des institutions » mais « le couronnement, le luxe », une fois que les circonstances le permettent. Pour Joseph Barthélemy, la situation exige une solution nettement autoritaire, que Gilles Martinez rapproche du régime instauré par Salazar au Portugal. Il ne répugne pas à l'inscription de la discrimination raciale dans le texte constitutionnel, l'égalité des droits civils étant réservée aux « Français qui n'appartiennent pas à une autre race ». Admiratif de la monarchie de Juillet, il est désormais séduit par les idées anti-égalitaires de l'orléanisme[réf. nécessaire].
À son arrivée au ministère, Barthélemy dénonce « l'état déshonorant des prisons » et obtient que le Conseil des Ministres ouvre une enquête, confiée à André Viguié, qui déboucha sur la rédaction d'un rapport sur l'état et les besoins de l'administration pénitentiaire. Les préconisations du rapport Viguié ont inspiré les mesures prises. D'après Pierre Pédron, « les réformes menées par le ministère Barthélemy [...] témoignent d'une continuité par rapport à la politique pénitentiaire de la Troisième République, elles annoncent aussi, sur le plan technique, les grandes réformes d'après-guerre ».
Comme membre du gouvernement, il est l'un des signataires de la loi sur le Statut des Juifs du 2 juin 1941, adoptée à l'initiative de Xavier Vallat. Dans La Patrie de juin-juillet 1941, il affirme avoir « le cœur fendu face à tant de situations individuelles » douloureuses créées par le statut des Juifs, mais il n'en justifie pas moins ces mesures au nom des arguments ordinaires de l'antisémitisme répandu dans les années précédentes : les Juifs refuseraient de s'intégrer, et seraient même responsables de la défaite de 1940. Pour lui, les Juifs sont aussi responsables du « dépérissement de la nation » qui l'obsède depuis 1936.
En août 1941, Joseph Barthélemy cosigne la loi créant les sections spéciales des cours martiales et la section spéciale de la cour d'appel de Paris, juridictions d'exception devant lesquelles aucun recours n'est possible. Peu favorable à une telle mesure, il l'applique pourtant en toute connaissance de cause.
Il est également l'un des signataires avec Abel Bonnard de la loi numéro 744 du 6 août 1942 (Journal Officiel du 27 août 1942) modifiant l'article 334 du Code pénal, pour sanctionner les actes homosexuels commis sur un mineur (vingt-et-un ans à l'époque), alors que la majorité hétérosexuelle est alors à treize ans. Cette loi sera abrogée en 1982.
Joseph Barthélemy a été le libéral le plus engagé avec le régime de Vichy, mais non le seul : Pierre-Étienne Flandin, Jacques Bardoux, Lucien Romier ou encore Émile Mireaux, compagnons de Joseph Barthélemy au Temps ou à l'Alliance démocratique, ont eux aussi exercé des responsabilités à Vichy. Michèle Cointet estime que certaines intentions réformistes de Joseph Barthélemy furent « bonnes », mais que les résultats de son action demeurèrent limités en raison de l'hostilité d'Yves Bouthillier, ministre des Finances, et de l'amiral Darlan.
Bien que la faculté de droit, enseignants et étudiants réunis, se soit ralliée de façon majoritaire à Vichy, des incidents émaillent les cours de Barthélemy en 1941, accueilli aux cris de « Vendu ! Assassin ! », incidents dûment transmis au rectorat et à l'autorité militaire allemande.

### Les dernières années (1943-1945)
Devenu gênant par ses réticences croissantes à l'égard de la politique de Laval, Joseph Barthélemy est remplacé par Maurice Gabolde au ministère de la Justice et revient enseigner à la faculté de droit de Paris. Il rédige ses Mémoires et revient partiellement à ses idées d'avant 1936, demandant par exemple la restauration du suffrage universel, mais défend un régime présidentiel à l'opposé de la Troisième République.
Inculpé à la Libération, il est incarcéré à Auch le 6 octobre 1944. Il est alors exclu de l’École libre des sciences politiques. Au cours de l'Épuration, son dossier est instruit par la Haute cour de justice, mais il meurt d'un cancer en mai 1945, avant la fin de la procédure judiciaire.
Dans le film Section spéciale, son rôle est interprété par Louis Seigner.

## Publications
- Essai d’une théorie des droits subjectifs des administrés dans le droit administratif français. Contribution à la théorie générale des recours contentieux, Paris, Librairie de la société générale des lois et des arrêts et du journal du palais, L. Larose, 1899.
- L'Introduction du régime parlementaire en France, sous Louis XVIII et Charles X, Paris, M. Giard & E. Brière, 1904. Lire en ligne.
- L'Organisation du suffrage et l'expérience belge, Paris, M. Giard & E. Brière, 1912. Lire en ligne.
- Démocratie et politique étrangère, cours professé à l'École des hautes études sociales pendant l'année 1915-1916, Librairie Félix Alcan, Paris, 550 p. Lire en ligne.
- Le Problème de la compétence dans la démocratie, cours professé à l'École des hautes études sociales pendant l'année 1916-1917, Paris : Librairie Félix Alcan, 1918, 270 pp. Lire en ligne.
- Essai sur le travail parlementaire et le système des commissions, Paris, Librairie Delagrave, 1934.
- Valeur de la liberté et adaptation de la République, Paris, Librairie du Recueil Sirey, 1935.
- Le Gouvernement de la France. Tableau des institutions politiques, administratives et judiciaires de la France contemporaine, Paris, Payot, 1939.
- Provinces. Pour construire la France de demain, Paris, E. Grasset, 1941.
- Ministre de la Justice, Vichy 1941-1943 - Mémoires, Paris, Pygmalion/Gérard Watelet, 1989[14].

## Filmographie
- Section spéciale, film historique réalisé par Costa-Gavras en 1975.